# چارلز دبلیو. واترمن
چارلز دبلیو. واترمن (به انگلیسی: Charles Winfield Waterman) سناتور سابق عضو حزب جمهوری‌خواه ایالات متحده آمریکا بود. وی در سال ۱۹۲۷ تا ۱۹۳۲ میلادی سناتور ایالت کلرادو در سنای ایالات متحده آمریکا بود.